# أوليغ شين
أوليغ فاسيليفيتش شين (مواليد 21 مارس 1972، أستراخان، جمهورية روسيا الاتحادية الاشتراكية السوفيتية، الاتحاد السوفياتي) (الروسية: Оле́г Васи́льевич Ше́ин) هو ناشط اجتماعي وسياسي روسي، النائب اليساري في مجلس الدوما الثالث والرابع والخامس والسادس والسابع (منذ أبريل 2016). مؤلف للعديد من الكتب عن التاريخ.

## حياته
منذ عام 2002 وحتى عام 2009، كان متزوجا من عالمة الاجتماع الفرنسية كارين كليمان (Carine Clément). أوليغ لا يُدخن ولا يتعاطي الكحول. ومنذ طفولته وهو نباتي.

## روابط خارجية
- Биография Олега Шеина на сайте партии «Справедливая Россия»